# 王昌 (东汉)
王昌（?—?），东汉末期人物，漢献帝属下虎賁（近衛兵）。
興平二年（195年），汉献帝派皇甫酈说和李傕、郭汜不成。侍中胡邈以为皇甫酈对李傕言语不敬，要告发他，献帝害怕，让皇甫酈逃亡。胡邈報告给李傕，李傕派王昌追拿皇甫酈。王昌知道皇甫郦忠直，把他放走，回去报告李傕，说追之不及。
小説《三国演義》描写李傕听说皇甫郦之言，大怒，派虎贲王昌追赶。王昌知道皇甫郦是忠义之士，竟不往追，只回报：“皇甫郦已不知何往。”李渔、毛宗岗评价王昌有侠气。